# Galapagocythere
Galapagocythere is een geslacht van kreeftachtigen uit de klasse van de Ostracoda (mosselkreeftjes).

## Soorten
- Galapagocythere cathayensis Hu, 1984 †
- Galapagocythere darwini Bate, Whittaker & Mayes, 1981
- Galapagocythere fitzroyi Bate, Whittaker & Mayes, 1981